# Прибытково (посёлок, Ленинградская область)
Прибы́тково — посёлок в Гатчинском муниципальном округе Ленинградской области.

## История
На карте Санкт-Петербургской губернии Я. Ф. Шмидта 1770 года на месте Прибыткова и Покровки обозначено селение Окула.
В конце XIX — начале XX веков на месте современного Прибыткова находились небольшие образцовые дачные колонии, которые были основаны владельцами местных имений «Мой приют» и «Елицы».

МОЙ ПРИЮТ — мыза владельческая при колодце, число дворов — 1, число жителей: 2 м. п., 4 ж. п. (1862 год)

По данным «Памятной книжки Санкт-Петербургской губернии» за 1905 год, мыза Мой-Приют площадью 128½ десятин принадлежала капитанам 1-го ранга Владимиру Александровичу и Николаю Александровичу Невельским. Мыза Елицы площадью 150 десятин принадлежала потомственным почётным гражданкам Марии, Павлине и Эмилии Карловнам Шпигель
Одна из колоний носила название Мариинской, а другая — Екатерининской. К Екатерининской колонии примыкала деревня Покровка. В документальных источниках платформа Прибытково впервые упоминается в 1903 году.
Летом 1890 года в Каменском (ныне часть Прибыткова) отдыхала семья И. Е. Репина.
Примерно в 1895 году издатель еженедельного журнала «Ребус», «адмирал» Прибытков (так называли его местные старожилы) приобрёл здесь участок земли и построил несколько дач, которые сдавал петербуржцам. В разное время в дачном посёлке отдыхали: Илья Репин, Зинаида Гиппиус, Александр Грин, Исаак Бродский, Ефим Волков и Сергей Рахманинов, Анастасия Вяльцева, Павел Самойлов, Дмитрий Мережковский, известный литературовед В. Е. Евгеньев-Максимов, к которому в гости приезжал его ученик, будущий академик Дмитрий Сергеевич Лихачёв; писатель Андрей Белый, исследователь Арктики И. В. Максимов, актёр театра и кино Рудольф Фурманов и другие. Тут не раз выступал известный певец Николай Печковский. С историей посёлка связано имя Народного артиста России, композитора Исаака Иосифовича Шварца.
Согласно данным переписи населения СССР 1926 года в посёлке Мариино-Екатериненский Поселковского сельсовета Троцкой волости Троцкого уезда проживали 262 человека, большинство русские.
- План посёлка Мариино-Екатериненский. 1931 год

Согласно данным топографической карты РККА Ленинградской области 1931 года, посёлок насчитывал 93 двора.
По данным 1933 года административным центром Прибытковского сельсовета Красногвардейского района являлся дачный посёлок Мариино-Екатериненский, в состав сельсовета входили 7 населённых пунктов: деревни Высоко-Ключевое, Кобрино, Покровка, Руново; дачный посёлок Мариино-Екатериненский; выселок Смена, общей численностью населения 1676 человек.
По данным 1936 года, в состав Прибытковского сельсовета входили 6 населённых пунктов, 702 хозяйства и 4 колхоза. Центром сельсовета была деревня Покровка.
По данным 1966, 1973 и 1990 годов посёлок Прибытково находился в административном подчинении Кобринского поселкового совета.
В 1997 году в посёлке проживали 293 человека, в 2002 году — 325 человек (русские — 92 %), в 2007 году — 296, в 2010 году — 337 человек.

## География
Посёлок расположен в центральной части района на автодороге 41К-216 (Никольское — Кобрино).
Расстояние до административного центра поселения, посёлка Кобринское — 2,5 км
Посёлок находится на правом берегу реки Суйда.

## Демография
| 2007 | 2010 | 2014 | 2017 |
| ---- | ---- | ---- | ---- |
| 296  | ↗337 | ↗340 | ↗387 |

### Национальный состав
Согласно данным Всероссийской переписи населения 2021 года в посёлке проживали 382 человека, из них:
русские — 366, удмурты — 4, украинцы — 1, эстонцы — 1, другие национальности — 4 человека, остальные национальность не указали.

## Инфраструктура
- Продовольственный магазин
- Фельдшерско-акушерский пункт
- Отделение почтовой связи
- Библиотека (организована в 1947 году). С 1997 года находится в особняке Бюрмана (доме Прибыткова).

На 2014 год в посёлке было учтено 221 домохозяйство.

## Транспорт
В посёлке находится платформа Прибытково железной дороги Санкт-Петербург — Луга, по которой осуществляется пассажирское сообщение пригородными электропоездами.
К востоку от посёлка проходит автодорога 41К-100 (Гатчина — Куровицы).
Осуществляется автобусное сообщение пригородным маршрутом № 516 Гатчина — Прибытково.

## Достопримечательности
В посёлке много старинных построек.
Свою собственную дачу «адмирал» Прибытков построил в 1900 году на границе Екатерининской колонии и деревни Покровской. Ныне частично утерянные цветные витражи на окнах веранды выполнены на морскую тему по рисункам художника М. А. Врубеля.
В 1903 году у адмирала Прибыткова эту дачную усадьбу приобрёл в собственность владелец столичного чугунолитейного завода Генрих Оттович Бюрман. Особняк он подарил своей возлюбленной, петербургской актрисе Ирининой. В доме нередко бывала известная исполнительница русских романсов Анастасия Вяльцева.
В довоенный и послевоенный период тут размещалась Прибытковская начальная школа. После — детский сад ленинградской фабрики «Большевичка». В девяностых годах прошлого века значительная часть земли, примыкавшая к даче, была продана и роздана частным лицам.
На Пушкинской улице сохранилась дача, построенная в 1912 году и принадлежавшая художнице Татьяне Николаевне Гиппиус. Тут, в 1915 году отдыхала её сестра, Зинаида Гиппиус. Также сохранилась лиственница, посаженная рукой писательницы.
Сохранилась и бывшая «Музыкальная вилла» на Среднем проспекте, построенная в 1907 году и принадлежавшая известной петербургской пианистке, ученице С. Рахманинова Анне Бенинг.
В 2005 году погибла от пожара дача брата художника И. Е. Репина — музыканта оркестра Мариинского театра Василия Ефимовича Репина. Незадолго до пожара последние владельцы передали в музей-усадьбу «Пенаты» одну из дверей дома, которая была расписана масляными красками на тему басни И. А. Крылова «Журавль и петух», а также украшена двумя этюдами — «Лоси в лесу» и «Цветы». По легенде, бытующей среди местных жителей, автором росписи был Илья Ефимович Репин.
В 1910 году на углу Железнодорожной и Центральной улиц (в границах современной Покровки) была построена Покровская часовня. Она была выполнена в древнерусском стиле и богато украшена резьбой. Во второй половине 1930‑х годов здание разобрали. В 1963 году на ее месте построили магазин. В 2010-х годах этот магазин был передан Церкви под храм. В 2024 году на противоположном углу Центральной и Железнодорожной улиц (в границах Прибыткова) началось строительство новой, каменной Покровской церкви.

## Улицы
Береговая, Большой проспект, Железнодорожная, Казарма 59 км, Лесная, Мичурина, Некрасова, Новая, Парковая, Пионеров, Покровский переулок, 1—7-я Поперечные, Пушкинская, Репина, Речная, Средний проспект, Средняя, Школьная, Школьный переулок.

## Садоводства
Строитель, Строитель-2.